# Frédéric II de Hesse-Cassel
Frédéric II de Hesse-Cassel (en allemand : Friedrich II von Hessen-Kassel) (14 août 1720 - 31 octobre 1785) est landgrave de Hesse-Cassel de 1760 à 1785.

## Biographie

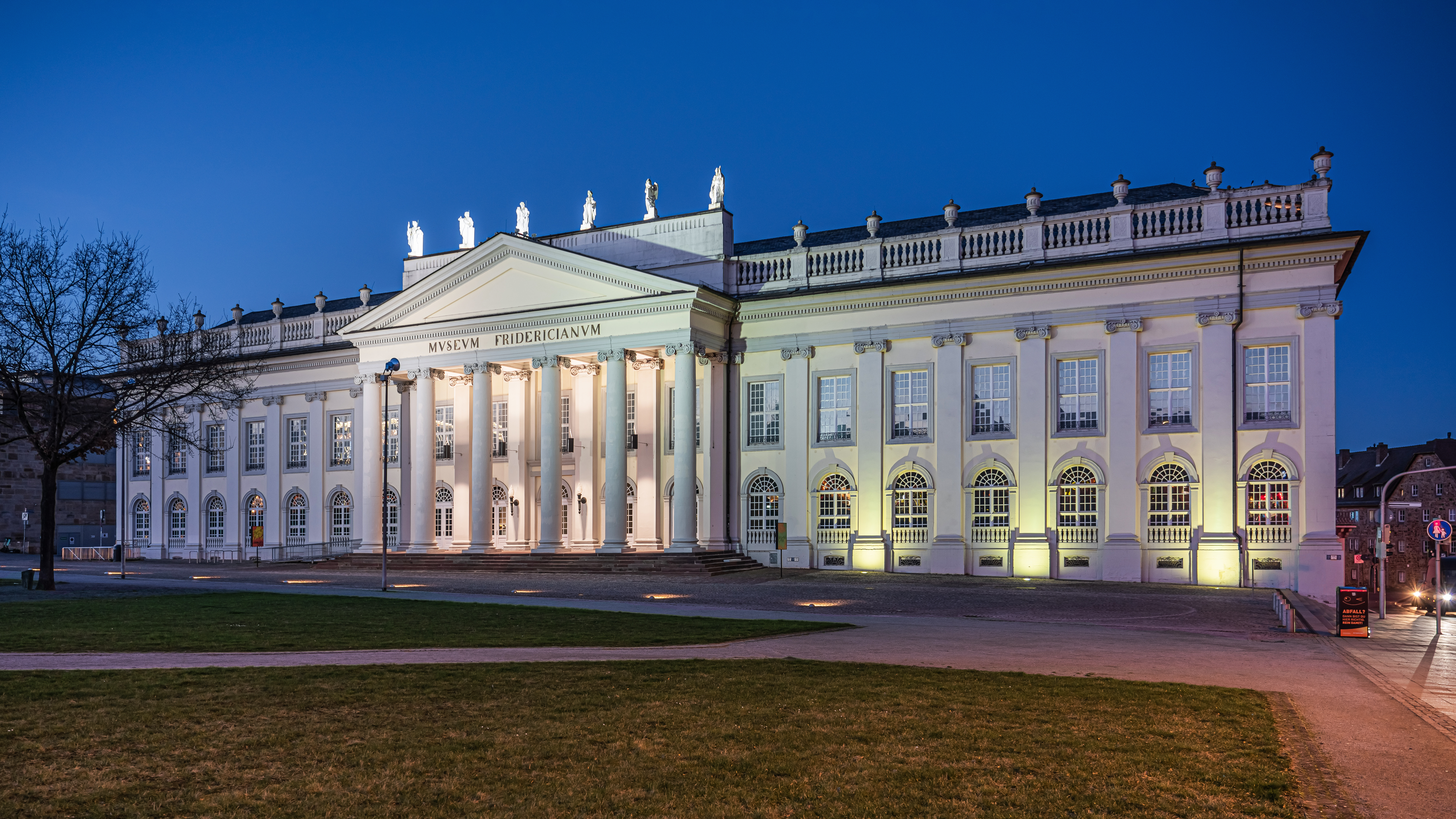
Fridericianum à Cassel.

Frédéric II de Hesse-Cassel fit ses études à Genève puis à Lausanne. Au cours de la guerre de Succession d'Autriche (1740-1748), il combattit contre l'Autriche aux côtés de Charles-Albert de Bavière, élu empereur grâce au soutien de la France.

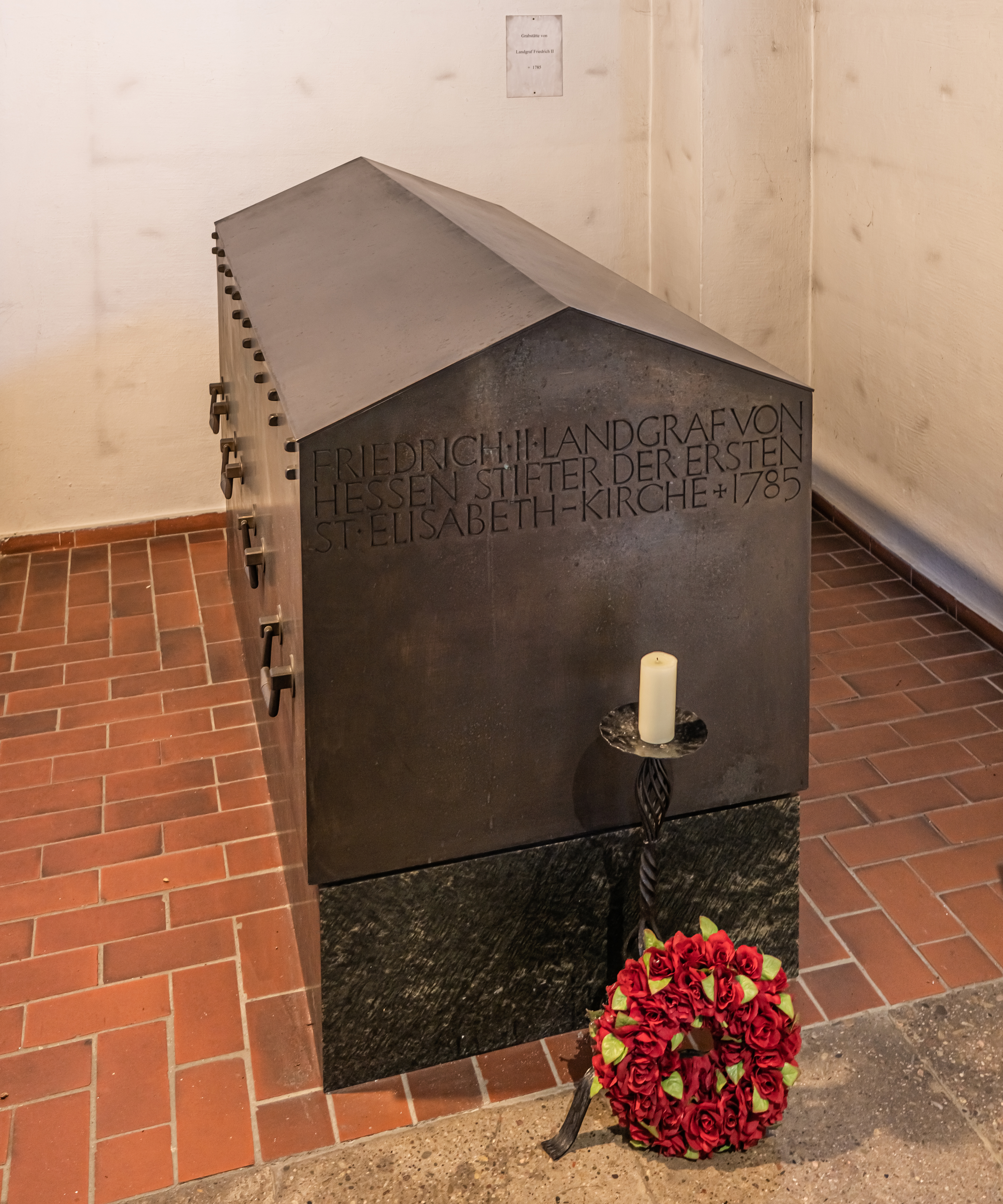
Sépulture de Frédéric II de Hesse-Cassel.

En 1749, il se convertit au catholicisme. Cette conversion eut de graves conséquences pour lui. Son épouse le quitta avec ses trois fils, il ne revit jamais Marie de Hanovre ; quant à ses fils il ne les revit qu'en 1782.

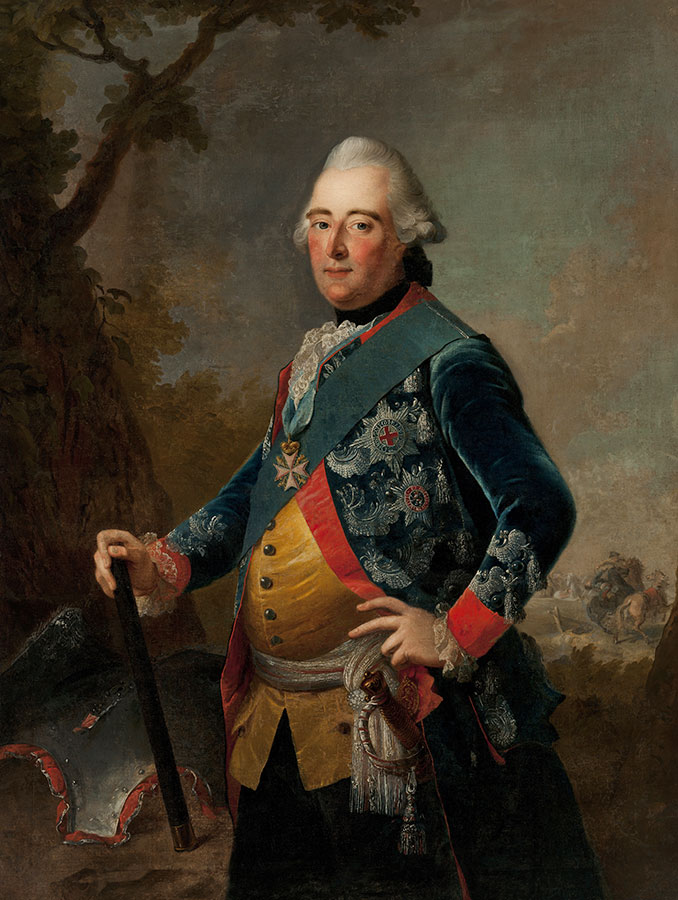
Portrait du landgrave Johann Tischbein.

En 1736, le dernier comte de Hanau-Münzenberg, Johann Reinhard III von Hanau-Münzenberg décéda sans héritier. Auparavant, celui-ci refusa de léguer son comté à Frédéric II de Hesse-Cassel converti au catholicisme. En 1754, Guillaume VIII de Hesse-Cassel força son fils à signer l'Assekurationsakte de Hesse le dépossédant du comté de Hanau-Münzenberg.
Lors de la Guerre de Sept Ans, Frédéric II de Hesse-Cassel combattit dans les rangs de l'armée prussienne jusqu'en 1760, date où il succéda à son père.
Après la guerre, Frédéric II de Hesse-Cassel fit implanter dans le landgraviat de Hesse-Cassel des manufactures et des industries. En 1777, il fonda l'Académie des Arts. En 1779, il créa le Fridericianum, premier musée librement accessible en Europe. La même année, il fut élu associé libre de l'Académie royale des inscriptions et belles-lettres.

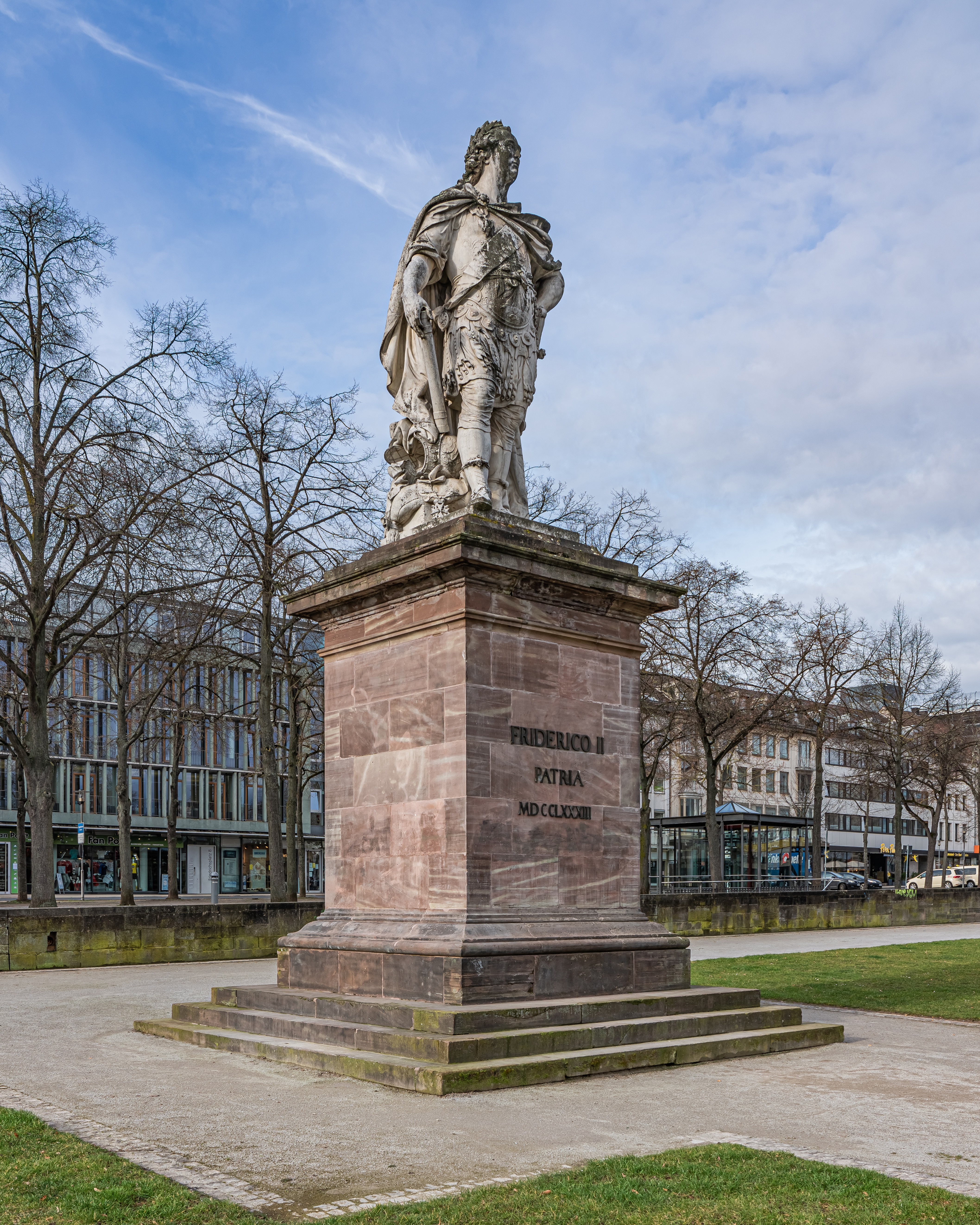
Statue de Frédéric II de Hesse-Cassel à Cassel.

Pour financer ses projets, Frédéric II de Hesse-Cassel loua les soldats de son armée, prioritairement à l'Angleterre qui utilisa ses troupes pour lutter contre les insurgents de sa colonie d'Amérique en 1776. Il fut également un ami du comte de Saint-Germain.
Frédéric II de Hesse-Cassel et d'autres princes allemands eurent souvent recours à ce genre de pratique. Ils louèrent à George III du Royaume-Uni pendant la période de la guerre d'Amérique plus de 20 000 soldats. Le prêt de ces soldats valurent à Frédéric II de Hesse-Cassel certaines critiques.
Frédéric II de Hesse-Cassel mourut d'une apoplexie, il fut inhumé dans une église catholique qu'il avait fait construire. Il est le seul prince de Hesse à ne pas être inhumé à l'église Saint-Martin à Cassel, ses successeurs étant protestants.
Frédéric II de Hesse-Cassel appartint à la première Maison de Hesse, elle-même issue de la première branche de la Maison de Brabant. Cette lignée de Hesse-Cassel est la plus ancienne des branches de la Maison de Hesse. Les actuels descendants de la première branche ont pour ancêtre son troisième fils Frédéric. Il y a de plus la branche cadette des landgraves de Hesse-Philippstal.

## Famille

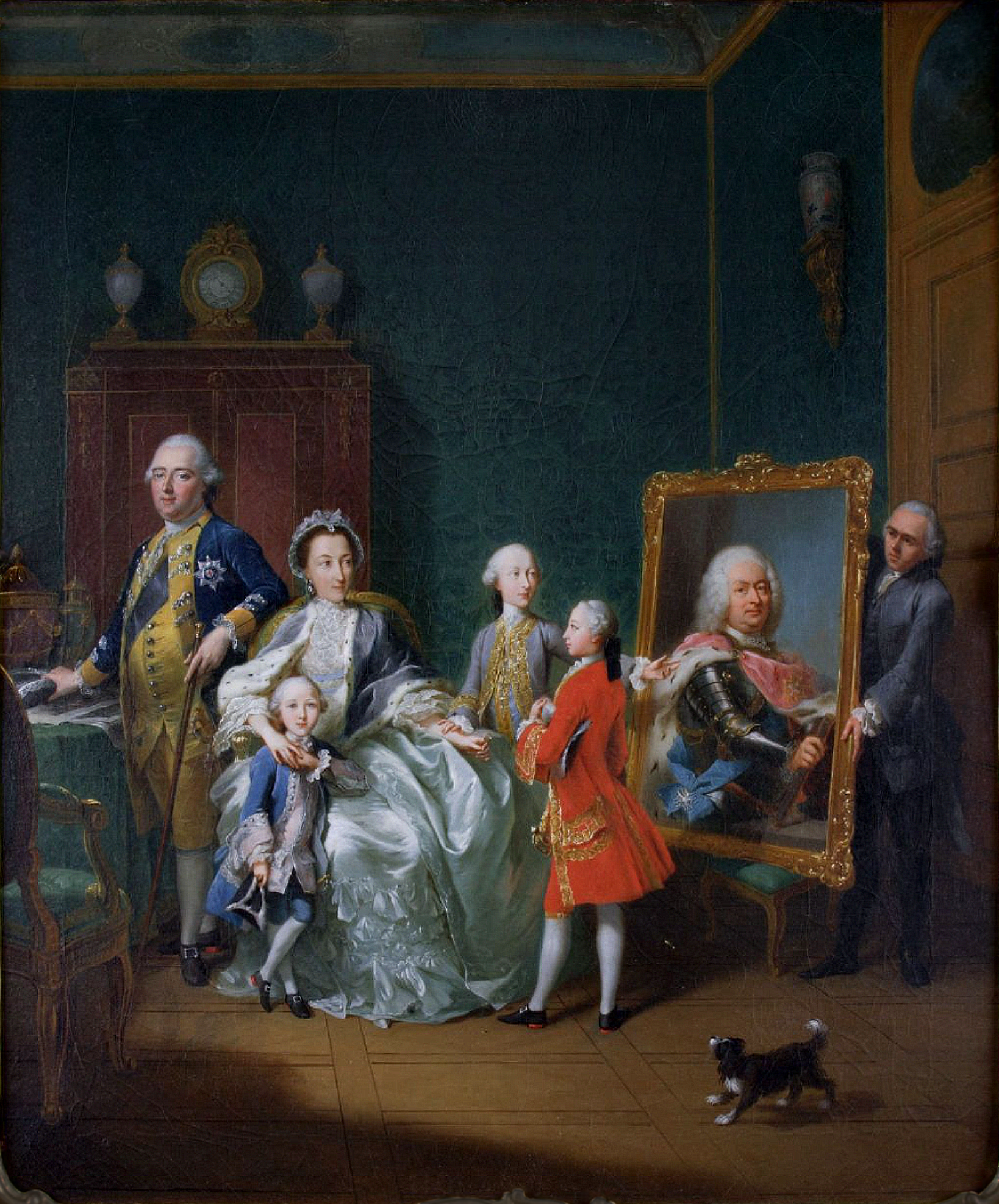
Le landgrave héritier et sa famille par Johann Tischbein (1754).

Il épouse en premières noces, le 28 janvier 1740 à l'église Saint-Martin de Cassel, la princesse Marie de Grande-Bretagne (1723-1772), fille du roi George II d'Angleterre et de la reine Caroline de Brandebourg-Ansbach. Ils ont quatre enfants.
- Guillaume de Hesse-Cassel, prince de Hesse-Cassel (25 décembre 1741 - 1er juillet 1742), célibataire, sans enfants ;
- Guillaume IX de Hesse-Cassel, 10e landgrave de Hesse-Cassel (3 juin 1743 - 27 février 1821) épouse la princesse Wilhelmine-Caroline de Danemark (10 juillet 1747 - 14 janvier 1820), dont descendance ;
- Charles de Hesse-Cassel, prince de Hesse-Cassel (19 décembre 1744 - 17 août 1836) épouse la princesse Louise de Danemark (30 janvier 1750 - 12 janvier 1831), dont descendance ;
- Frédéric de Hesse-Cassel, prince de Hesse-Cassel (11 septembre 1747 - 20 mai 1837) épouse la princesse Caroline de Nassau-Usingen (4 avril 1762 - 17 août 1823), dont descendance.

Il épouse en secondes noces, le 10 janvier 1773 à Berlin, la princesse Philippine de Brandebourg-Schwedt (1745-1800), fille du margrave Frédéric-Guillaume de Brandebourg-Schwedt et de la margravine Sophie-Dorothée de Prusse. Ils n'ont pas d'enfants.

## Distinctions

### Décorations allemandes

#### Landgraviat de Hesse-Cassel
- Grand maître de l'Ordre du Lion d'or (13 août 1770)
  -  Chevalier de l'Ordre du Lion d'or (13 août 1770)
- Grand maître de l'Ordre Pour la vertu militaire (25 février 1769)
  -  Pour la vertu militaire (25 février 1769)

#### Royaume de Prusse
- Chevalier de l'Ordre de l'Aigle Noir (25 décembre 1772)

### Décorations étrangères

#### Royaume de Grande-Bretagne
- Chevalier de l'Ordre de la Jarretière (20 mars 1741)